# Restaurálás (festészet)

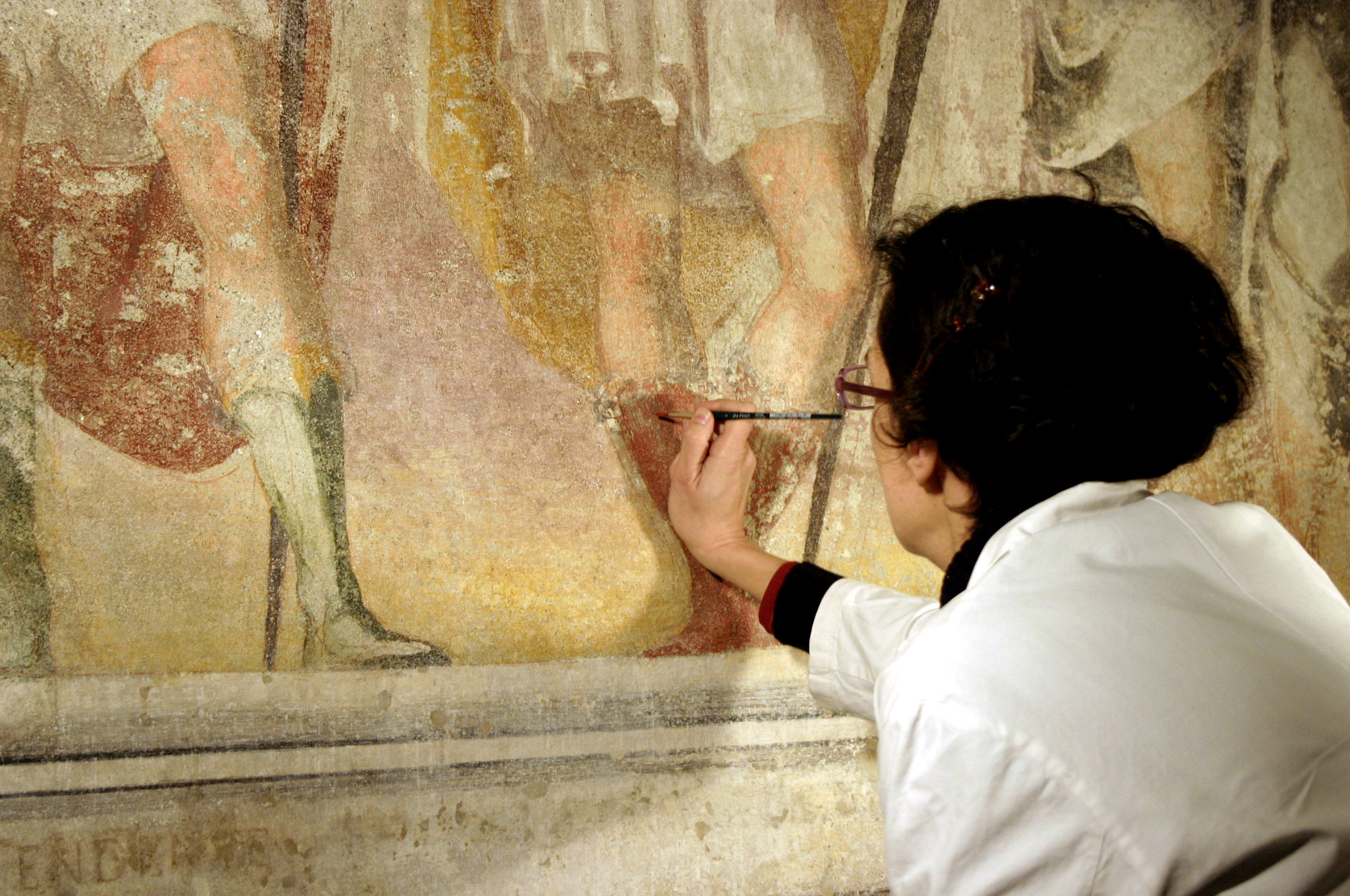
Restaurátor dolgozik a milánói Sant'Eustorgio-templomban

A restaurálás legfontosabb célja a műalkotások állapotának megóvása, élettartamának meghosszabbítása és esztétikai értékének a megőrzése. Régen a festők, szobrászok foglalkoztak restaurálással, mert ők ismerték az anyagokat, a művészi technikákat, és megfelelő művészi adottságokkal rendelkeztek a feladat ellátásához. Mára a restaurátorok feladatköre rendkívül kiszélesedett, így a szakemberek az alkalmazott anyagok és technikák szerint szakosodtak. Eszerint a klasszikus restaurátori területek – festő-, fa- és kőszobrász-restaurátorok – mellett vannak textilek, könyvek, bútorok, ékszerek, kerámiák területére és még számos más szakágra specializálódott szakemberek is. A restaurálást végző szakember, a restaurátor, munkája végzése során több, a művészeteken túli tudományág segítségét is igénybe veheti. Feladata rendkívül összetett: egyszerre kell művészeti, technikai és tudományos kérdéseket megoldania. A restaurálás mai elvei több évszázados fejlődés eredményeként alakultak ki, és ez a fejlődés elsősorban a festészet területén játszódott le. A szakterület mára „tudományosan meghatározott, módszertanában kidolgozott, és művészeti egyetemen oktatják”.

## A restaurálás története

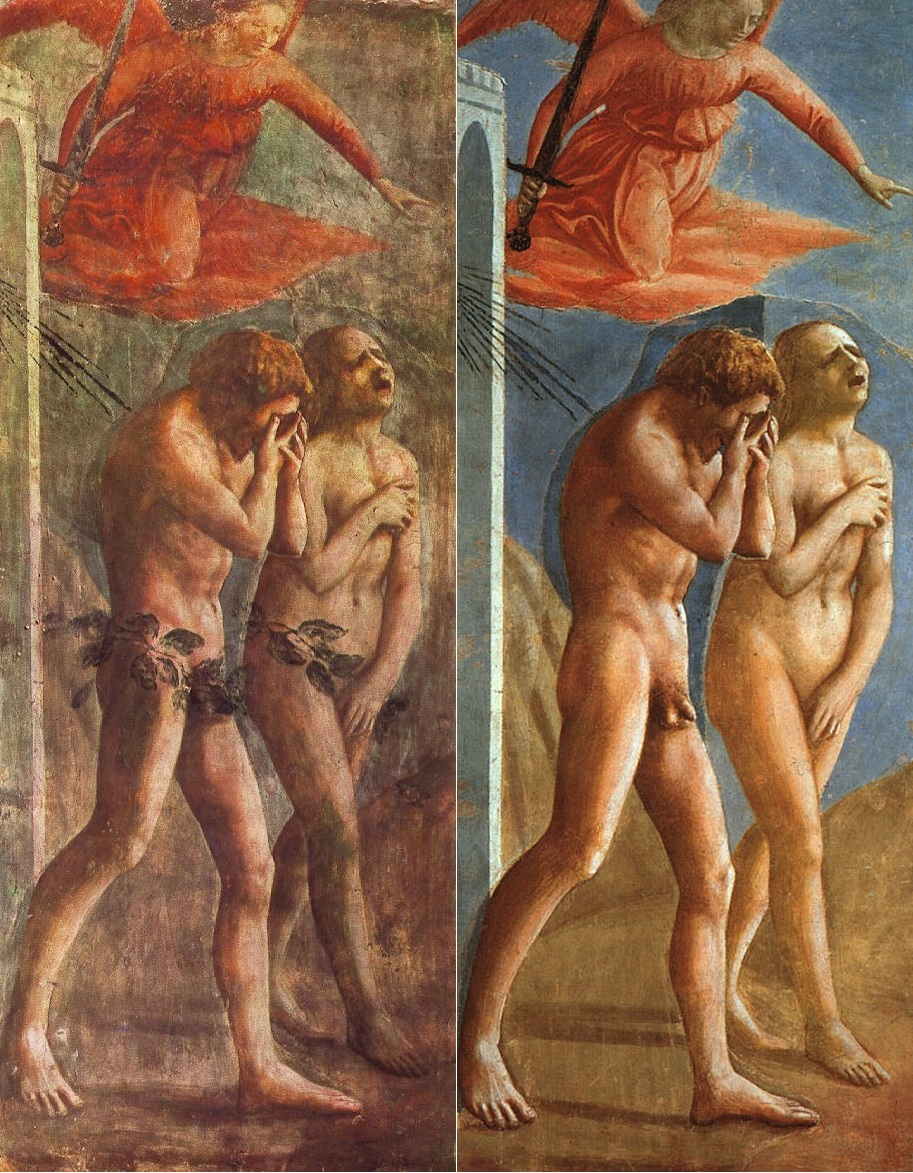
Masaccio Ádám és Éva kiűzetése a Paradicsomból című firenzei freskója restaurálás előtt és után

Restaurálásról voltaképpen azóta lehet beszélni, mióta emberi alkotások, műalkotások születnek. Krétán már az i. e. 2. évezredben tisztították és karbantartották a kultikus és felajánlási tárgyakat. A régi művek iránti érdeklődés azonban igazán csak a reneszánsz idején jelentkezett. Kerestek, találtak régi művészeti alkotásokat, csodálták azokat, arról azonban nincs forrás, hogy konzerválási szándék is megjelent volna. Michelangelóról például tudjuk, hogy ókori töredékeket egészített ki, nyilván saját művészi elképzelése alapján. Máskor ókori utánzatát öregítés céljából elásta, majd ókoriként tárta fel, hogy bebizonyítsa, maga is tud a régiek színvonalán faragni… A mű eredetiségének sokáig nem tulajdonítottak különösebb jelentőséget: a korabeli restaurátor egyszerűen ráfestett, kipótolt, vagy éppen letakart részeket. Szemléletes példa erre Masaccio Ádám és Éva kiűzetése a Paradicsomból című falfestménye, amelyen a szégyenlős utókor letakart részeket. Egy másik eset történt például Hubert és Jan van Eyck genti oltárának 1550-es felújításakor, amikor arra Jan van Scorel és Lancelott Blondell, karbantartási szándékkal, új részleteket festett. Az eljárást a korabeliek elismeréssel fogadták, ma önkényes beavatkozásnak tartják. Más esetben előfordult, hogy ha egy kép nem felelt meg egy főúri gyűjteményben a falon lógó szomszédos képek méreteinek, arányainak, a szimmetriának, akkor egyszerűen levágtak belőle, vagy hozzátoldottak. Például Giorgione da Castelfranco Judit című képét eredetileg fatáblára festette, de 1813-ban áttették vászonra, és ekkor a két széléből levágtak, így 13 centiméterrel lett keskenyebb a kép. A megrongálódott, elöregedés miatt romló alkotások minden korlátozás nélkül javíthatók voltak. Ezt fogalmazta meg Filippo Baldinucci művészeti író 1681-ben, a „restaurare et ristaurare” kifejezés magyarázataként: „Megcsinálni egy tárgy hibás részeit, amit öregség vagy más dolog elrontott; és amit szintén mondunk, de csak mellékesen: helyrehozni, felújítani.”
A restaurálás konzerváló-helyreállító gyakorlata meglehetősen nehezen alakult ki. A restaurátorok sokáig elzártan, titokban dolgoztak, eljárásaikról, módszereikről többnyire nem számoltak be. Csak a 18. században kezdett lassan megjelenni a törekvés, hogy a restaurálást az alkotás szolgálatába állítsák. Olyan módszereket kerestek, kísérleteztek ki, amelyekkel az elöregedés, szállítás stb. okozta károkat helyre tudják állítani. Ebben az időszakban születtek meg a konzerválás ma is alkalmazott módszerei, például a dublírozás (új vászonnal való megerősítés), a parkettázás (a fatáblák vetemedésének csökkentése) és az átültetés (többnyire fatáblára festett kép vászonra való átvitele).
- A dublírozást (a francia doubler – megkettőz szóból ered) először 1660-ban említették, de csak mintegy száz év múlva írták le. Az eljárás során egy új vászonréteget ragasztottak az eredeti hátoldalára. Keményítőből vagy lisztből készítették a ragasztót, amit bőrenyvvel, melasszal és fokhagymával gazdagítottak. A módszert Kákay Szabó György írta le a Képzőművészet iskolája (1957) című könyvében. A festett oldalra előbb selyempapírt ragasztottak csirizzel, hogy a festékréteg töredezését megakadályozzák. Ezt követően a festményt óvatosan lefejtették a vakkeretről, és színével lefelé fordítva a vászon hátoldalát alaposan megtisztították a portól és más szennyeződésektől. Megfelelő méretű vakkeretre (hamis keretre, azaz „battériára”) az eredeti vászontól körülbelül 5–5 centiméterrel nagyobb új vásznat feszítettek ki. Ragasztóval (könyvkötő csirizzel, halenyvvel vagy viaszgyantával) bekenték a kép hátoldalát, majd ráfektették a vakkeretre erősített új vásznat, végül langyos vasalóval levasalták. Van olyan eljárás, amelynél nyomófával vasalnak, és csak másnap alkalmazzák a vasalót, de akkor forró vasalót, és a kép színéről vasalnak. Ilyenkor gyakran kell emelgetni a vasalót, és több réteg papírt használnak. A viaszos dublírozást holland módszernek is nevezik, 1851-ben a híres Hopmann ezzel a módszerrel kezelte Rembrandt Éjjeli őrjárat-át.[7]

- A parkettázást fatáblára festett képek hátoldalának megerősítésére használják. A módszert a 18. század elején már alkalmazták, és számos változata alakult ki. Egy 1770-ben írt levél szerint a vezetősínes parkettázást egy Jean Louis Hacquin nevű restaurátor fejlesztette ki, aki felismerte, hogy a fa szálirányára merőleges lécek a táblák hasadását idézhetik elő, míg ha ezeket csak vezetősínként alkalmazzák, a lapok síkban tarthatók anélkül, hogy méretváltozásuk lényegesen korlátozva lenne.[8]

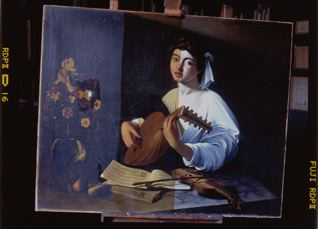
Caravaggio Lanton játszó fiú című festménye restaurálás közben

- Az átültetés nagy újítás volt, azt szolgálta, hogy a vetemedésre, repedésre hajlamos fatábláról lefejtsék a festményt, és a jóval rugalmasabb tulajdonságú vászonra vigyék át. Felfedezőjének egyesek a nápolyi Alessandro Majellót tartják, de más forrás szerint a francia Robert Picault, a versailles-i gyűjtemény restaurátora találta ki. Utóbbi sok fatáblára készült képet ültetett át vászonra, például Raffaello Szent Mihályát, vagy Andrea del Sarto Caritas-át. A fent említett Jean Louis Hacquin úgy végezte az eljárást, hogy a fatáblát – a festékréteg megfelelő rögzítése után – hátulról legyalulta az alapozásig, majd rögzítette a vászon hordozón. Az eljárás gyorsan elterjedt, sőt divatossá vált.[8] Az esetek többségében persze ne gondoljunk ilyen kíméletes megoldásra, gyakran a vásznat – a festett oldalon megerősítve – egyszerűen letépték a felületről. Az átültetéseknek – a mai felfogás szerint – akkor van létjogosultsága, ha a fatábla már annyira zsugorodott vagy károsult, hogy a festékréteg emiatt sérül. A pottendorfi Esterházy-képtárban 1850 körül dolgozó Erasmus Engert munkamódszerét a következőként írták le (némi feltételezéssel): „a lakkot le kell venni, tisztítani, a régi – az eredetit hátrányosan befolyásoló – retusokat eltávolítani, a sérült részeket kiegészíteni, új lenvászonra húzni, a fatáblákat parkettázni, lakkozni.”[9]

1770-ben Velencében alakult meg az első restaurátor műhely (Laboratorio di San Giovanni e Paolo) Pietro Edwards irányítása alatt. A műhelyben évente mintegy tizenhat képen dolgoztak, és igyekeztek átgondoltan, az akkori viszonyokat tekintve korszerű módszereket alkalmazva foglalkozni a képekkel. A kiegészítésekhez masztixos lakk kötőanyagot használtak, a célkitűzésük pedig az volt, hogy a javított részek megegyezzenek az eredeti felülettel.
Az idő múlásával egyre több festménynél tapasztalták a festmény felületét borító lakk sötétedését, ami sokszor szinte teljes „sötétségbe borította” a képet. Rembrandt híres műve, az Éjjeli őrjárat is onnan kapta közkeletű nevét (eredeti címe A lövészegylet kivonulása), hogy a lakkréteg sötétedése miatt a későbbiekben éjszakai jelenetnek gondolták a kép témáját. Gyakran megtörtént, hogy amikor eltávolították a besötétült lakkot, akkor annyira más képet mutatott a festmény, hogy szakszerűtlenséggel vádolták a restaurátorokat (előfordult, hogy joggal). A kor neves restaurátora volt Max von Pettenkoffer, akinek fontos szerepe volt a restaurálás tudományossághoz való közelítésében. Ő a konzerválást tudományos és technikai oldalról közelítette meg, a figyelmet a kép anyagaira irányította, és fontosnak tartotta az alkalmazott módszerek nyilvánosságát. Szabadalmaztatott egy regeneráló ládát is, amelyben alkoholgőzöket áramoltatott, és ezek alkalmazásával – ígérete szerint – nem kellett eltávolítani a lakkréteget, a festmény eredeti ragyogása visszaáll. A módszer azonban nem volt hatásos.
A restaurálás menetébe fokozatosan vonták be a különböző természettudományokat. A restaurálás folyamata két jól elkülönített részre osztódott: a konzerválásra és az esztétikai helyreállításra. A két fázis közül a konzerválást tartják fontosabbnak: a műtárgyat előbb a pusztulástól, a további romlástól kell megvédeni, és csak ezután következhet a tisztítás és kiegészítés (bár a két rész nem mindig válik el ilyen élesen, és néha még a sorrend is fordul kicsit). A festmények restaurálásának elveit először 1930-ban rögzítették egy párizsi konferencián. Itt mondták ki, hogy a konzerválás fontosabb, mint a tisztítás. Az is fontos alapelvvé vált, hogy a restaurátornak minden rendelkezésre álló eszközt felhasználva a lehető legteljesebb képet kell alkotnia a tárgyról, annak állapotáról, és azt részletesen dokumentálnia is kell. A művelet során az eredeti mester szellemében kell munkálkodnia, és kerülnie kell minden olyan beavatkozást, ami veszélyeztetné a műtárgyat. A restaurálás sokszor már egyre inkább nem egyéni döntés kérdése, hanem szakértő csoport, szakmai bizottság hoz meg egy-egy fontos döntést. Ezért is válhatott szükségessé a restaurátorok „etikai kódexének” a megfogalmazása, amit Magyarországon a Magyar Restaurátorok Egyesülete foglalt össze. Ebben fontosnak tartották kiemelni, hogy „Restaurátorok azok a szakemberek, akik a restaurátori-konzervátori feladatok biztonságos végzéséhez nélkülözhetetlen művészi, technikai, módszertani és tudományos képzésben részesültek.”
A restaurátor szakma mára kétségtelenül nagyot fejlődött,  tudományossá és technikájában fejletté vált. Ennek ellenére – főleg nagyobb szabású, nemzetközi érdeklődésnek kitett munkák kapcsán – nagy vitákat váltanak ki egyes restaurálási események. Ilyen viták valószínűleg mindig is kísérni fogják a restaurátorok működését. „Kevés vitathatóbb kérdés van a világon, mint egy festmény restaurálása. Sosem találkoztam olyan szakmabelivel, aki elégedett volt a többiek munkájával” – írja Bernard Benson.

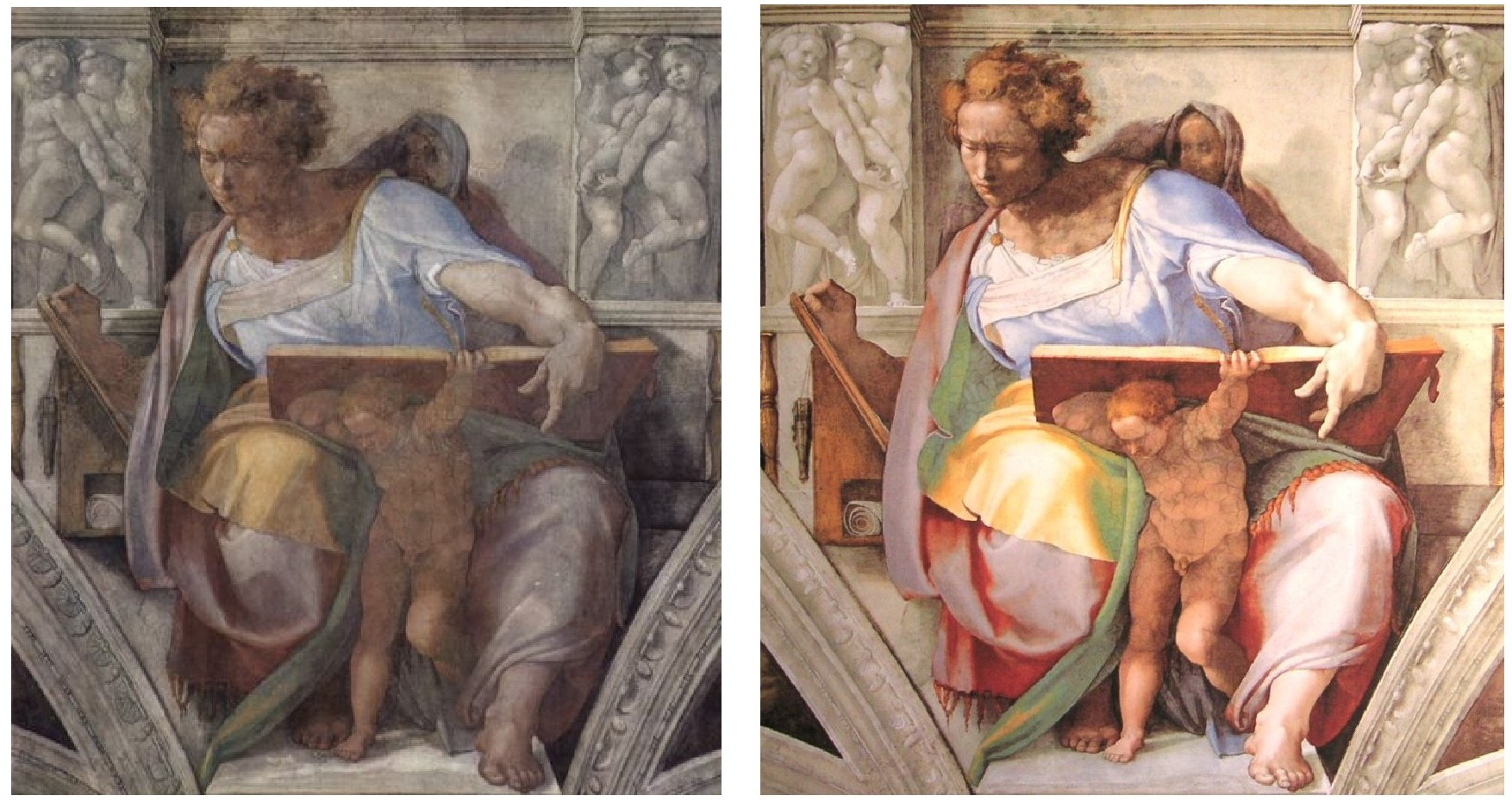
Michelangelo Sixtus-kápolnában lévő falfestménye (Dániel próféta) restaurálás előtt és után

A vita sokszor összefügg azzal, hogy a művészettörténész és a restaurátor szakma nézetei folyamatosan változnak. Az utóbbi évtizedekben például fokozottabban került előtérbe a műtárgyak integritásának megőrzése, ami azt jelenti, hogy „a korábbiaknál jóval nagyobb jelentőséget tulajdonítanak a muzeológusok a műtárgyon található „szennyeződések”, használati nyomok információ-hordozó szerepének, és jobban törekszenek ezek megtartására, mint azelőtt”. Például ma senkinek nem jut eszébe a Szent Korona  vagy a koronázási palást korábbi javításaihoz – bármily kezdetlegesek is voltak – hozzányúlni és „visszaállítani” azokat.
Hasonló véleményt képviselt James Beck és Michael Daley is, akik erőteljesen támadták – több más példa mellett – a Sixtus-kápolna freskóinak restaurálását, és felvételekkel igazolták, mennyi részlet veszett el Michelangelo falfestményeiről (erről a bal oldali kép és szócikk végén található néhány felvétel segítségével ugyan nem lehet képet alkotni, de a restaurálás hatását egyértelműen érzékeltetik). Másik példájuk  Masaccio Ádám és Éva kiűzetése a Paradicsomból című freskójának restaurálásához fűződik: az Ádám nemi szervét takaró lomb eltávolítását hibásnak tartják, mert nem látják minden kétséget kizáróan bizonyítottnak, hogy az későbbi beavatkozás eredménye volt.
A leírtak nem bizonyítanak mást, mint hogy a restaurátor szakma folyamatos fejlődésben van, tudományos eredmények folyamatosan gazdagítják. A restaurálás mára – noha kétségkívül igényel kreativitást és kézügyességet – interdiszciplináris tudománnyá fejlődött, ami felhasználja a fizika, a kémia és a biológia eredményeit, ugyanakkor a restaurálás alapvető kérdéseiben segítségül hívja a filozófia és az etika tudományát is (és ez végső soron minden restaurátori tevékenységet megelőz).

## A restaurálás segédtudományai

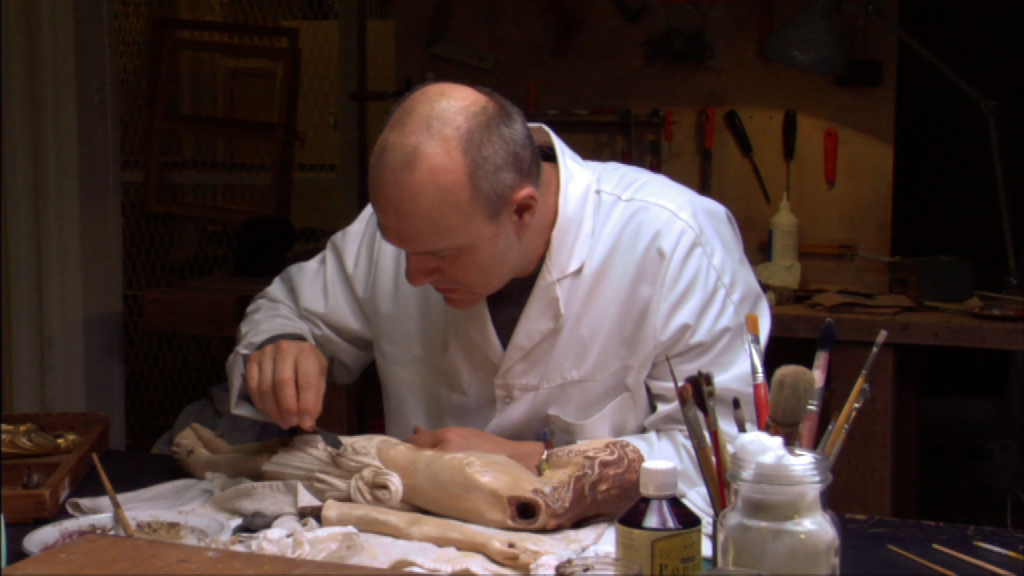
Szoborrestaurátor munka közben

A restaurátoroknak sokoldalú tudással, tehetséggel kell rendelkezniük, ők ugyanis művészek, művészettörténészek és műtárgyvédelmi szakemberek is egyben. Természetesen nem kell mindenhez érteniük, munkájukhoz számos tudományág segítségét kérhetik, ez napjainkban már követelményszerűen megfogalmazott gyakorlat. „Ez a közreműködés annak érdekében szükséges, hogy a beavatkozásokat előzze meg alapos történeti és természettudományos diagnosztikai vizsgálat, mely hozzájárul a szakszerű konzerválás és a hiteles helyreállítás megvalósításához.” Nem véletlenül nyilatkozott így egy restaurátor: „Sokan azt hiszik, a restaurátor csak javítómester. A munkánk ennél sokkal szerteágazóbb, már-már 'fehérköpenyes'. Órákig tudunk vizsgálni egy festményt: a vászon szövését, a festékrétegek állapotát, a kép sérüléseit – szinte háttérbe szorul, amit a kép ábrázol. Valóságos nyomozati munkát végzünk UV lámpával, infrakamerával, mikroszkóppal."
A restaurálás egyik legfontosabb eszköze a látható fény tartományában végzett fényképezés, amely egyrészt alapja a fotográfiai vizsgálatoknak, másrészt a dokumentálás alapvető eszköze is.  A normál, diffúz megvilágítás mellett készített felvételek a műtárgy állapotának, a munka közben készített felvételek pedig fázisállapotok rögzítésére alkalmasak. Ha a fényforrás helyzetét változtatja a restaurátor, akkor a súrolófény a kép fraktúrájáról, a festő alkotási, ecsetkezelési módszeréről adhat felvilágosítást (ezért a művészettörténészek is alkalmazzák). A súrolófény segítségével a restaurátor a vászon, a fatábla sérüléseire, torzulásaira, a festékréteg  hibáira deríthet fényt. A látható fénytartományon belül felvételeket lehet készíteni különböző additív színszűrők alkalmazásaival is. A rövidebb hullámhosszú kék például kevésbé hatol át a lakkrétegen, mint a vörös, így utóbbival a kép viszonylag mélyebb rétegeit is lehet vizsgálni.
A fényképezés speciális alkalmazásának tekintendő a makro- és mikrofotográfia. Előbbi a fényképészet eszközeivel elérhető nagyított felvételek készítését jelenti, míg az utóbbi esetén mikroszkóp segítségével készítenek erősen nagyított felvételeket. A nagyított képrészletek megfigyelése számos érdekes következtetésre adhat lehetőséget. A restaurátori gyakorlatban általában a polarizációs és a sztereó mikroszkópot használják. A mikroszkópos vizsgálat során be lehet tekinteni például egy festékrepedés alá, képet lehet kapni a szerkezet felépítéséről, a rétegek számáról és vastagságáról, az alkalmazott pigmentekről. Gyakran előfordul, hogy egyes kényes részek tisztítását mikroszkóp alatt végzik.
Az ultraibolya fényben készített felvételek során hasznosíthatják a felületről visszavert, vagy a felületen, az egyes anyagoknak megfelelő mértékű gerjesztett sugarakat rögzíthetik. Előbbi esetben az objektív elé az UV-sugárzást áteresztő szűrőt, míg a második esetben azt elnyelő szűrőt helyeznek. A felvételeken mutatkozó sötétebb foltokból a későbbi javításokra lehet következtetni: az első esetben a lakkozás fölötti javításokat lehet kideríteni, míg a második, lumineszcenciás felvételek sötét foltjai a lakk alatti beavatkozásokat mutatják meg. A kétfajta felvétel együttes alkalmazásával lehet kialakítani a javítási módszert.

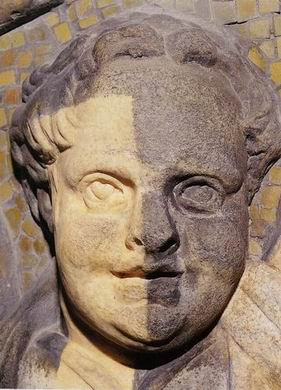
Szobor felületének a tisztítása

Az infravörös fény segítségével készített felvételekkel a kép mélyebb rétegeibe lehet betekinteni. A felvételeket nem befolyásolják a színezett lakkok, így a lakkréteg esetleges eltávolítása előtt lehet képet alkotni a festményről. Az infravörös fényképezés felvilágosítást ad a festékréteg alatti korábbi kompozíciós változatokról és a festő rajzvázlatáról, a sötét lakkréteg által elfedett szignatúrákról, a hátoldalon lévő elhomályosodott feliratokról stb. Ilyen értelemben az infrafelvétel a művészettörténeti kutatásoknak is fontos eszköze.
A radiográfia alkalmazása a restaurálás során rengeteg hasznos információt nyújt a műtárgyról, bár néha csak más vizsgálatokkal együtt ad kielégítő eredményt. A klasszikus röntgenfelvételek segítségével derült fény néhány érdekes művészettörténeti jelentőségű felfedezésre. Például így derült ki, hogy Goya a Korsós lány című művét egy virágcsendéletre festette rá. De röntgenvizsgálat során jöttek rá arra is, hogy Giorgione da Castelfranco rejtélyes festményén, A viharon, a bal oldali ifjú helyén eredetileg egy női akt állt. A felvétel készítésekor a filmet a kép felületére helyezik, a sugarakat pedig alulról bocsátják rá. A felvétel azonos méretű a festménnyel, így a restaurátori munkához fontos gyakorlati segítséget nyújthat. A röntgensugárzás tartományából a nagyobb hullámhosszú, „lágyabb” sugarakat használják, mert így gazdagabb tónusú felvételeket lehet készíteni. A felvételek nem a kép rétegeiről adnak információt, hanem egy „összesített”, mindent tartalmazó képet kapunk. Lehet látni az alapozás mikéntjét, a hordozó hibáit, a fatábla erezetét, rovarjáratait, az esetleges tömítőmasszás helyeket stb.
A kémiai analitika módszereivel az alkalmazott anyagokat lehet kideríteni, bizonyos alapozó- és festékanyagok meghatározása a műalkotás kormegállapítását is segítheti. Röntgendiffrakciós vizsgálatokkal kristálytani elemzéseket lehet végezni, színképelemzéssel a különböző festőszerek anyagára lehet következtetni.
A restaurátorok által alkalmazott tudományágakról, részletes példákkal bemutatva, Tímárné Dr. Balázsy Ágnes számolt be egy konferencián. Mikroszkópos és elektronmikroszkópos felvételek segítségével vizsgáltak például történeti textíliákon alkalmazott fémszálakat. Ugyancsak mikroszkópos vizsgálatok derítettek fényt egy csalásra: egy „régi” perui babán szintetikus fonalat fedeztek fel. Elektronsugaras mikroanalízis, röntgenemisszió, gyorsított ionsugaras analízis és gázkromatográfiás vizsgálatok segítségével derítették ki egy avar kori fémtárgy kezelési módját. Rétegcsiszolat mikroszkópos és röntgendiffrakciós vizsgálatával derítettek fényt egy középkori szobor festékanyagára. Biológiai vizsgálatok segítségével sikerült kideríteni egy oklevélen megtelepedett egysejtű gomba fajtáját. A magyar koronázási palástot elektronmikroszkóppal vizsgálták, majd az így felfedezett gomba spóráit biológiai eszközökkel határozták meg.

## A festményrestaurálás módszerei

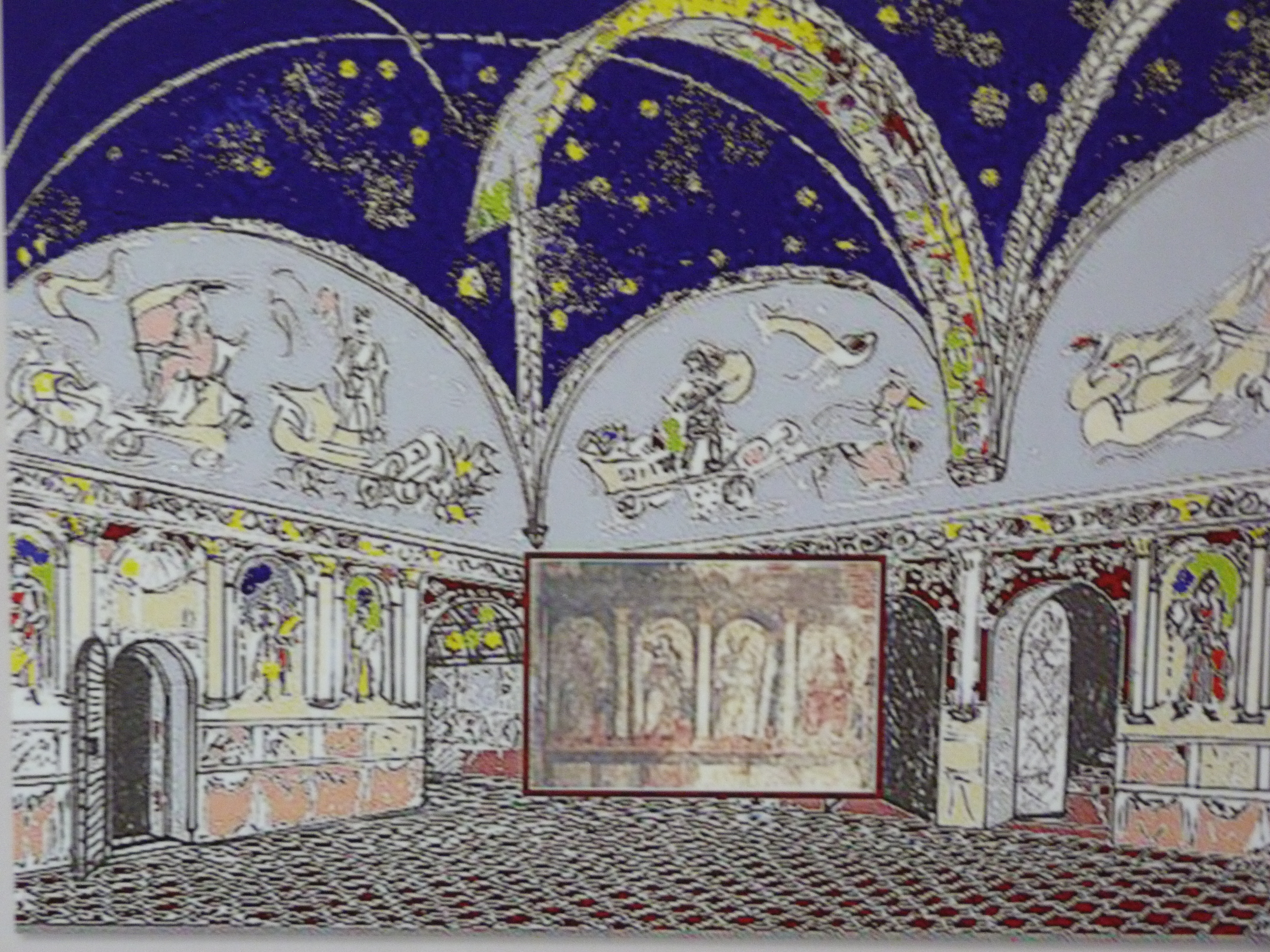
Restaurálási koncepció - Temperantia, Esztergom

Már korábban volt arról szó, hogy a modern restaurálás menete két részre osztható: a konzerválásra és az esztétikai helyreállításra. A két fázis között nincs éles határvonal, de egyértelmű hogy a konzerválás a fontosabb és elsőrendűbb. A műtárgyat előbb meg kell védeni állapota további romlásától vagy esetleges a pusztulástól, majd ezt követheti a tisztítás és a helyreállítás (ami egyébként néha el is maradhat).

### Konzerválás

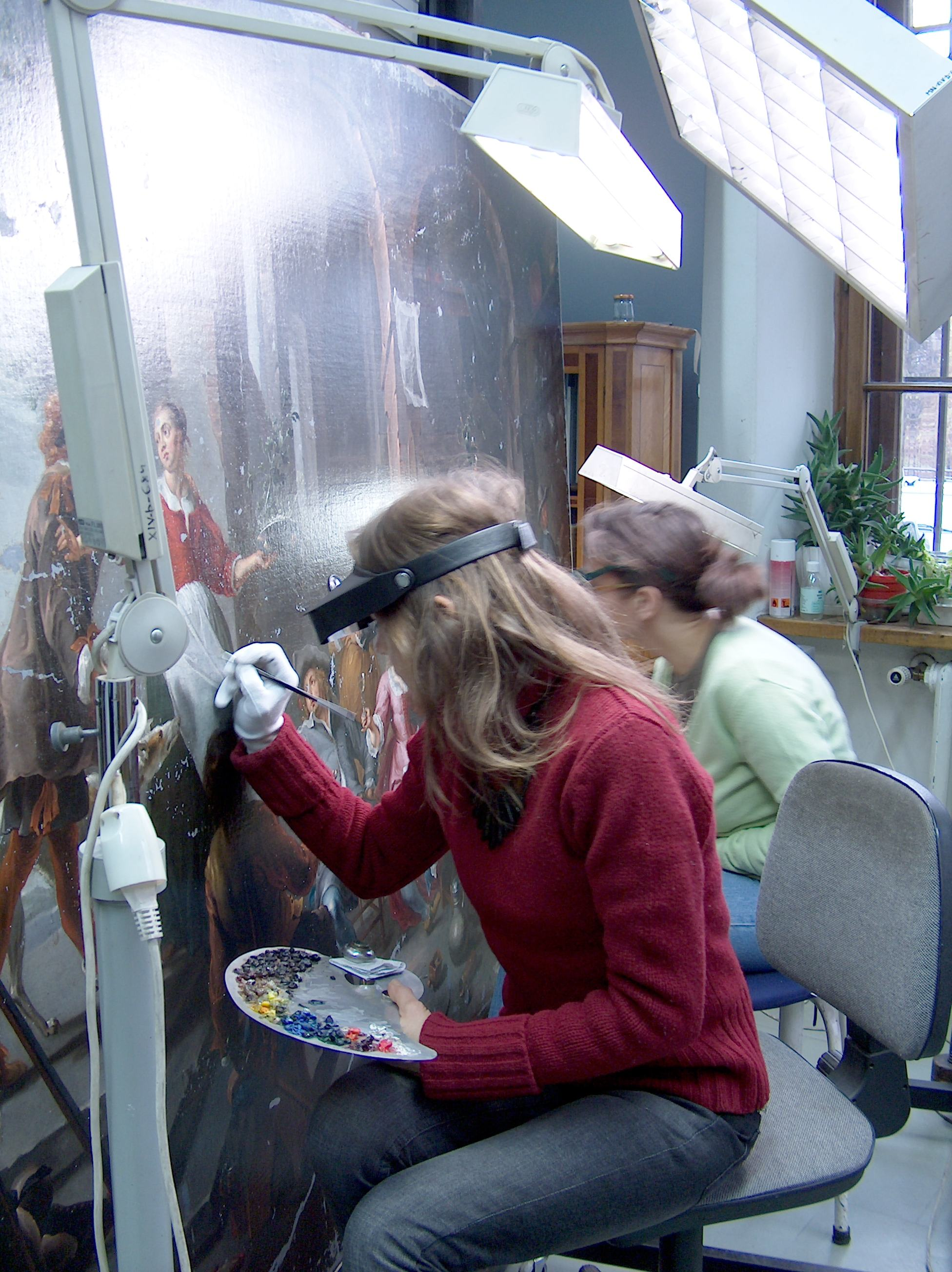
Lengyel restaurátorok a varsói Nemzeti Múzeumban

A konzerválásnak alapvetően két válfaja van: a megelőző és a beavatkozó konzerválás. A megelőző konzerválás esetén nem nyúlnak a műtárgy anyagához, „csupán” a megfelelő környezet kialakításával igyekeznek biztosítani az alkotás állapotának megőrzését. A módszer számos megoldást jelenthet: a megfelelő világítás, hőmérséklet, klíma biztosítását, sőt esetenként inert gázok segítségével elzárhatják a tárgyat az oxigén, a kén-hidrogén, a savképző anyagok és károsító élőlények (gombák, baktériumok, rovarok) hatásától. A Magyar Nemzeti Galériában például hűtött tárlókban mutatják be Munkácsy Mihály aszfaltalapozású festményeit, vagy az Amerikai Egyesült Államok függetlenségi nyilatkozatát argon atmoszférában tárolják.
A beavatkozó restaurálás konzerválási fázisában általában a hordozóanyag javítását, megerősítését és a festékréteg rögzítését végzik el. Minthogy a hordozó állapota a meghatározó, a munkálatok általában ehhez igazodnak. A festmények hordozója nagyjából a reneszánsz időkig alapvetően fatábla volt, ezt követően fokozatosan fa vakkeretre feszített vászonra kezdtek festeni a művészek.
A fatáblákat több deszka egymás mellé illesztésével alakították ki. Alapanyagnak többnyire nyár-, tölgy-, dió- és gesztenyefát használtak, de egzotikus fa alapanyagok is előfordultak. Magyarországon a hársfa és a fenyőfa táblák voltak a gyakoribbak. A fa a klíma, a levegő nedvességtartalma hatására változtatja térfogatát, hosszát, a lap pedig görbül, vetemedik. Ez a vetemedés nagy mértékben függ attól, hogy a deszkát a fatörzs melyik részéből metszették ki. A fa alapanyagból kimunkált deszkákat egymás mellé illesztették, ragasztották, hátsó oldalukon pedig keresztirányú hevederlécekkel merevítették. A hevederléceket fecskefarok alakú nútokban helyezték el, így a vetemedést jórészt sikerült megakadályozni, ugyanakkor a lap mozgására megmaradt a lehetőség. A vetemedés elleni küzdelem következő lépcsője a „parkettázás” megjelenése volt, amikor a szálirányra merőlegesen vezetőléceket fektettek fel, amiket ezekre merőleges rögzítőlécekkel odaszorították, így egy négyzethálós merevítő rendszer jött létre. A parkettázásnak az idők folyamán számos változata terjedt el, amelyek a kép egyenesen tartását voltak hivatottak megoldani. A teljes merevítést kerülték, bizonyos mozgást minden megoldásnál biztosítani kellett, egyébként a falap hasadhatott. A restaurátorok a fatáblák merevítő rendszerét vizsgálják meg, szükség esetén kiegészítik, javítják, az elmozdulásokat igyekeznek különböző megoldásokkal elősegíteni (például a fa erezetét követő rögzítőlécekkel, támasztó- vagy nyomókeret alkalmazásával stb).
A vetemedés mellett a másik gondot a fatáblák rovar- és gombafertőzöttsége szokta okozni. A rovarkárok ellen többnyire gázosítással védekeznek, a járataikat pedig például valamilyen műgyantával telítik. A telítést lehet légritka térben gyorsítani. Ha a faanyag már annyira károsult, hogy nem lehet a festményt az eredeti táblán megőrizni, ebben az esetben választhatja a restaurátor a korábban már ismertetett átültetést. A festékréteget selyempapír és esetleg vászon ráragasztással rögzítik, majd a fatáblát – fokozatosan finomodó szerszámokkal, az utolsó stádiumban már szikével – lemunkálják az alapozásig, majd rögzítik az új hordozón. A vászonra való áthúzás mára gyakorlatilag megszűnt, a festményt általában rétegezett falemezre, szendvicspanelre ültetik át. A fatáblák kiszáradás miatti zsugorodásának gyakori következménye, hogy a festékréteg felhólyagosodik, néha háztető formában kicsúcsosodik. Ilyenkor a festékréteg alá ragasztót juttatnak, és védő papírréteg védelme alatt langyos vassal levasalják a felületet.
A lenvászonra festett képek a 16. századtól kezdték kiszorítani a fatáblákat. A vászon anyaga, szövése, az alapozás módja mind segítséget nyújt a kor megállapításában. A vászon természetes öregedésén kívül komoly gond a páratartalom és a hőmérséklet változásai miatt bekövetkező méretváltozások. A méretváltozások szükségszerűen együtt járnak az alapozó és a festékréteg repedezésével, rosszabb esetben pikkelyesedésével. A vászonra festett képek restaurálásának első lépése a festékréteg és a vászon hordozó megerősítése (dublírozás). A műveletet a festékréteg felületének rögzítésével kezdik: selyempapírt ragasztanak a kép színére. Száradás után a vászon hátsó felületét alaposan megtisztítják (ha korábban már dublírozva volt, eltávolítják a dublírozóvásznat), és folyékony viasz–gyanta keverékkel bevonják. A keverék beitatódik a vászonba, amely beitatódást vákuumasztal alkalmazásával lehet segíteni. A festékréteg megerősítése után a vászon megerősítése következik. Ehhez az egyenletesen szőtt lenvásznat dublírozómasszával fölragasztják az eredeti vászon hátuljára, majd a képet – még a teljes száradás előtt – felszögelik a vakkeretre, hogy a száradási feszültség is segítse a kép kifeszülését. Előfordul, hogy az eredeti vakkeret annyira rossz állapotban van, hogy új vakkeretet kell készíteni.

### Tisztítás

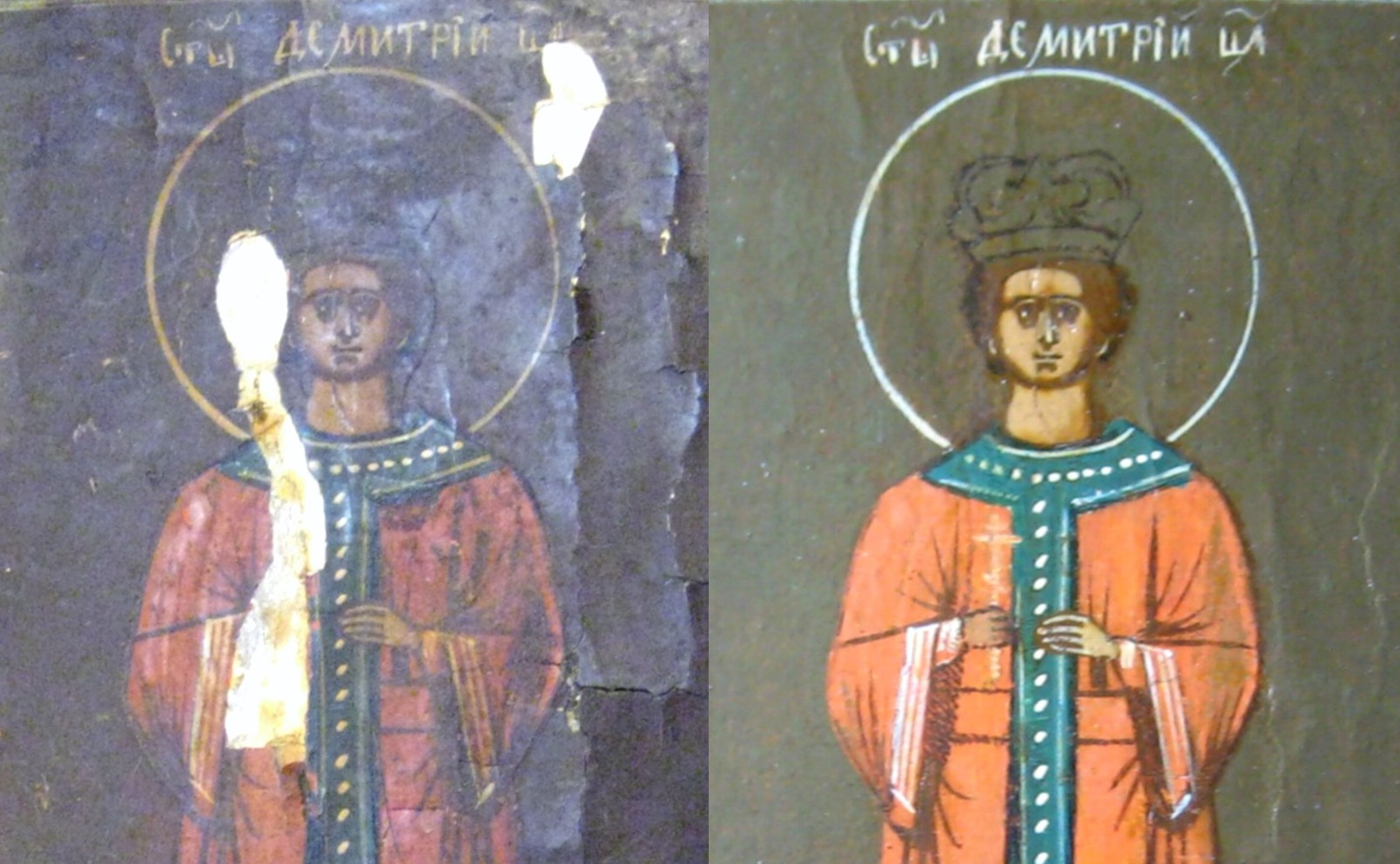
Ikon részlete restaurálás előtt és után

A műtárgyak tisztítása a beavatkozó konzerválás talán legkényesebb fázisa, visszafordíthatatlan folyamat. A festmények tisztítása során többnyire a festmények felületén lévő besötétedett, porral, korommal, piszokkal szennyezett lakkréteg eltávolításáról van szó. A művelet nagy tapasztalatot és figyelmet igényel, és ismétlődően fel-felvetődik a kérdés: eltávolítható-e a lakkréteg a festékréteg károsodása nélkül. A művelet megkezdése előtt ismerni kell, ki kell deríteni az alkotás korát, meg kell tudni az alkalmazott lakk anyagát. De még ilyenkor is próbatisztítást végeznek a festmény kevésbé frekventált, piciny, 1 négyzetcentiméternél nem nagyobb részén. A tisztítás végső soron három réteg, a felületi piszok, a lakkréteg és a régi retusálások nyomainak eltávolításából áll.
A lakk eltávolításának alapja az, hogy a bevonat általában sokkal jobban oldódik, mint a festékréteg. A tisztítást oldószerbe mártott kis vattacsomóval, vattapálcikával vagy pálca végére tekert szövetdarabbal, míg az oldószer semlegesítését (tulajdonképpen hígítását) terpentinbe vagy lakkbenzinbe mártott vattacsomóval végzik. Az oldószer általában alkohol, benzin és éter meghatározott arányú, az adott festményhez kialakított keveréke, de természetesen más oldószerek is használatosak. A műveletet négyzetcentiméternyi, vagy még kisebb felületen végzik egyszerre. Más tisztítási módszereket is alkalmaznak, előfordul például, hogy a kikísérletezett oldószert rápermetezik a festmény felületére, majd terpentinnel eltávolítják a felpuhult lakkréteget.

### Kiegészítés
A restaurálás nagy dilemmája, hogy mi történjen a tisztítás után, akkor, amikor a restaurátor megközelítette a műalkotás azon állapotát, amikor az elkészült – azzal a megjegyzéssel, hogy az az állapot, ami akkor volt, amikor a művész befejezte a munkát, soha nem állítható vissza. A festmények nagy részén különböző jellegű és nagyságú hiányok vannak. A restaurálás korábbi időszakaiban ezeknek a hiányoknak a „tökéletes” kijavítására törekedtek, hogy azt ne is lehessen észrevenni. A mai gyakorlat a hiány jellegétől teszi függővé a kiegészítést, úgy, hogy a kiegészítések mértéke sohasem kerülhet túlsúlyba az eredetivel szemben.
A hiányok pótlását a felület egy szintbe hozásával kezdik, amelyet tömítőmassza alkalmazásával érnek el. Ezután kapja meg a kép az első átlátszó, színtelen lakkrétegét. Ezt követi a hiányzó részek retusálása. Ez – leegyszerűsítve – alapvetően kétféle módon történik: a megkülönböztethető retusálásnál az eredetitől jól megkülönböztethető festőstílust alkalmaznak, a beilleszkedő retusálásnál pedig illeszkednek az eredeti stílushoz. Megkülönböztethető retusálás esetén a hiányokat függőleges vonalkázással egészítik ki, természetesen a szükséges színezéssel. E módszer révén, megfelelő távolságból szemlélve a képet, egységes benyomást kaphatunk a festményről. A 16. századtól kezdődően vászonra festett képeknél viszonylag ritkán használják ezt az eljárást, mert az ezeken alkalmazott festői eljárást a vonalkázás nem tudja megfelelő módon közelíteni. Ilyenkor a beilleszkedő retusálás módszerét alkalmazzák.
A retusált festményeket újralakkozzák. Először általában egy vékony masztixréteget hordanak fel, hogy elérjék a megfelelő színmélységet, majd egy második lakkréteggel (általában viaszlakk) a kép felületének a levegőtől való elzárását biztosítják. Az így lakkozott kép felülete kevésbé csillogó, ami a festmény műélvezetét segíti elő.

### Állapotrögzítés

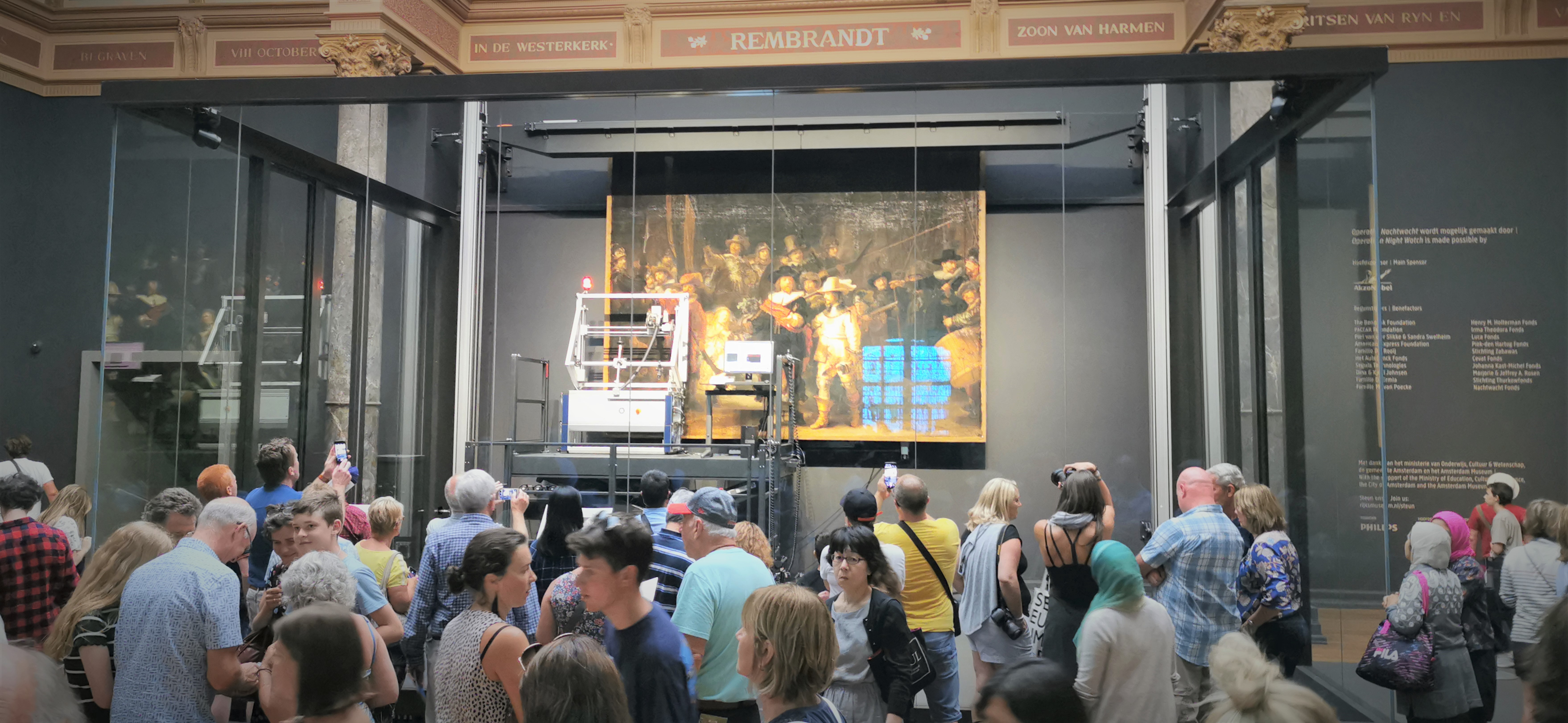
Az Éjjeli őrjárat állapotrögzítése Amszterdamban

A festmény tisztítása, hozzáférhetővé tétele után feladata a restaurátoroknak, hogy a festmény beavatkozás előtti állapotát rögzítsék.

## A restaurálást kísérő vitákról
A restaurálás körüli viták minden fontosabb, a közérdeklődés központjában álló, nagyobb jelentőségű műalkotás körüli munkálatokat végigkísérik. Ezek a viták esetenként igen hevesek lehetnek (akár jogi következményekkel is), így a legkörültekintőbb restaurálási esetek is mindig megkérdőjeleződnek. Ezért látszik kialakulni az a felfogás, hogy megőrizni, konzerválni, de ne felújítani. Más kérdés, hogy a közönségben viszont erős az igény az „eredeti” műalkotás megtekintésére, a közvélemény ezért a frissítést, a felújítást támogatja. Az utóbbi időszak egyik legnagyobb vihart kiváltó restaurálási munkálatai Michelangelónak a Sixtus-kápolnában lévő freskóit érintették. A munkálatok 1984-től 1994-ig tartottak. A legnagyobb gondot és aggodalmat a mennyezeti freskók kezelése jelentette, de az Utolsó ítélet is nehéz feladat volt. A munkálatokat hosszas tudományos vizsgálatok előzték meg és – természetesen – heves viták kísérték. Az eredmény láttán az elismerések mellett a támadások csak kiéleződtek. A restaurálás hatását szemléltetik az alábbi képek.

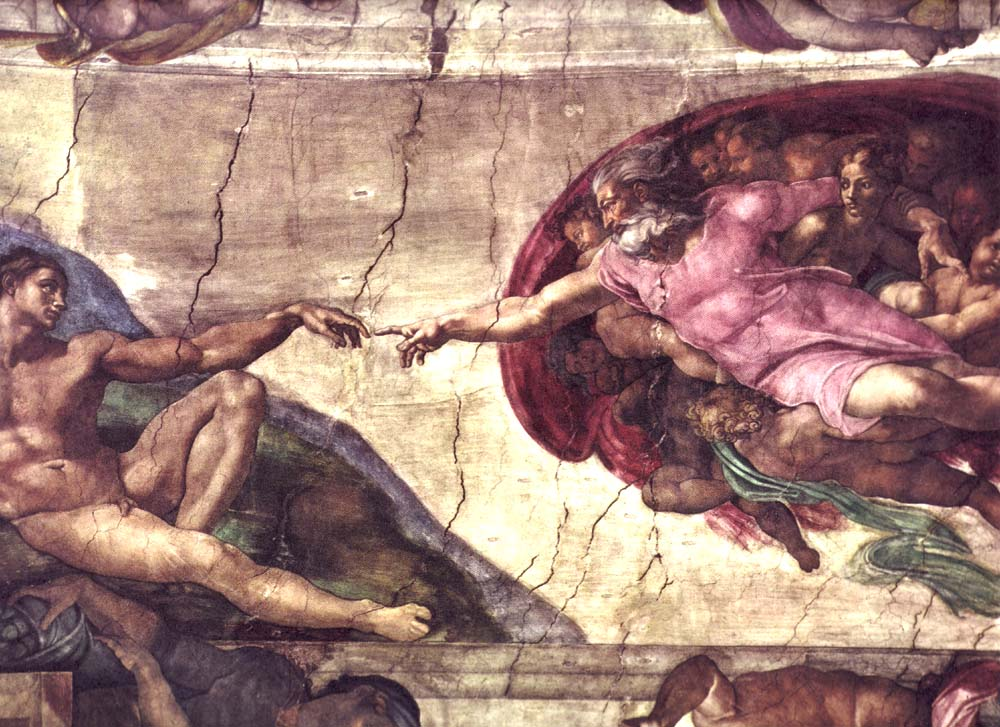
Előtte…
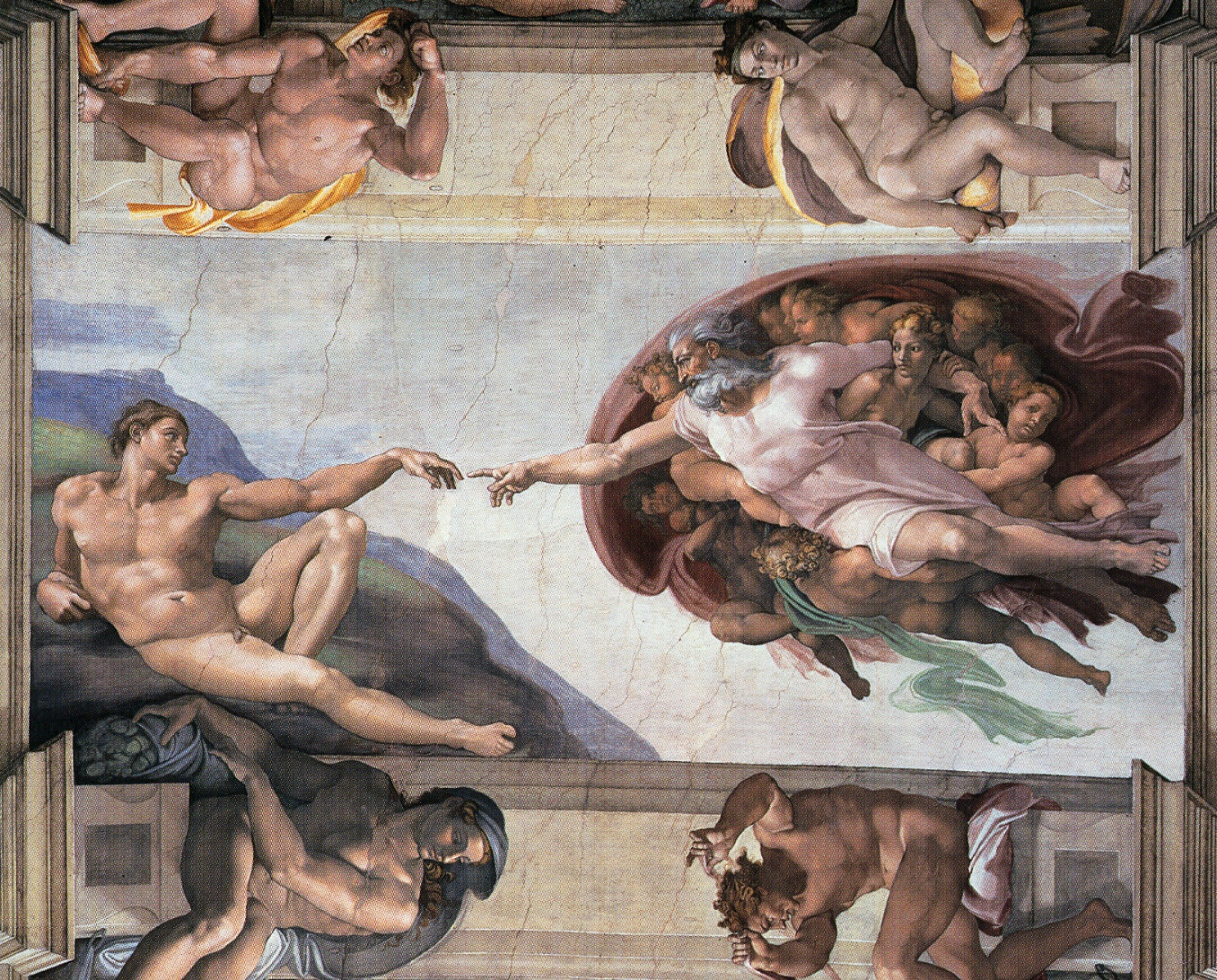
…és utána
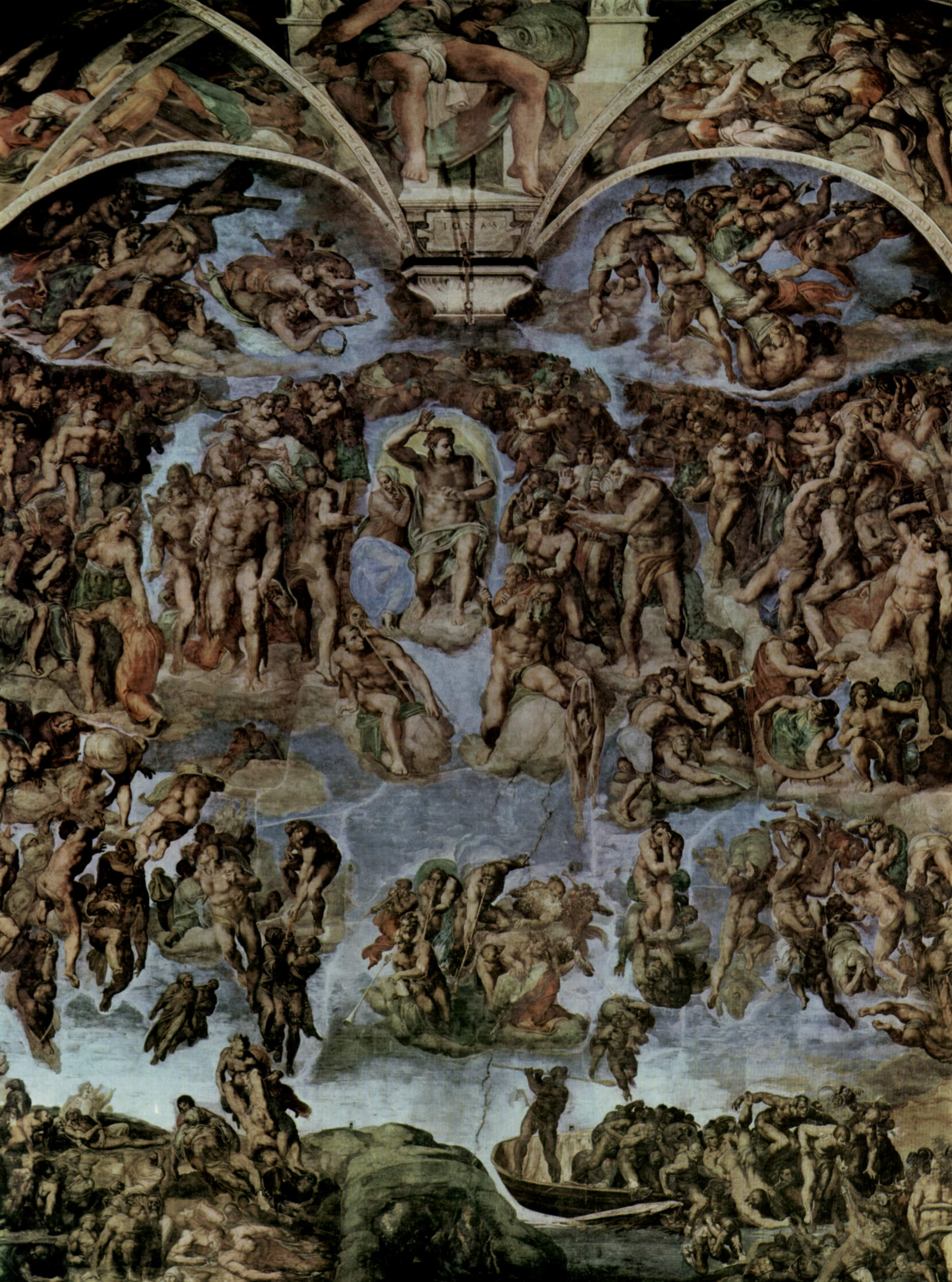
Előtte…
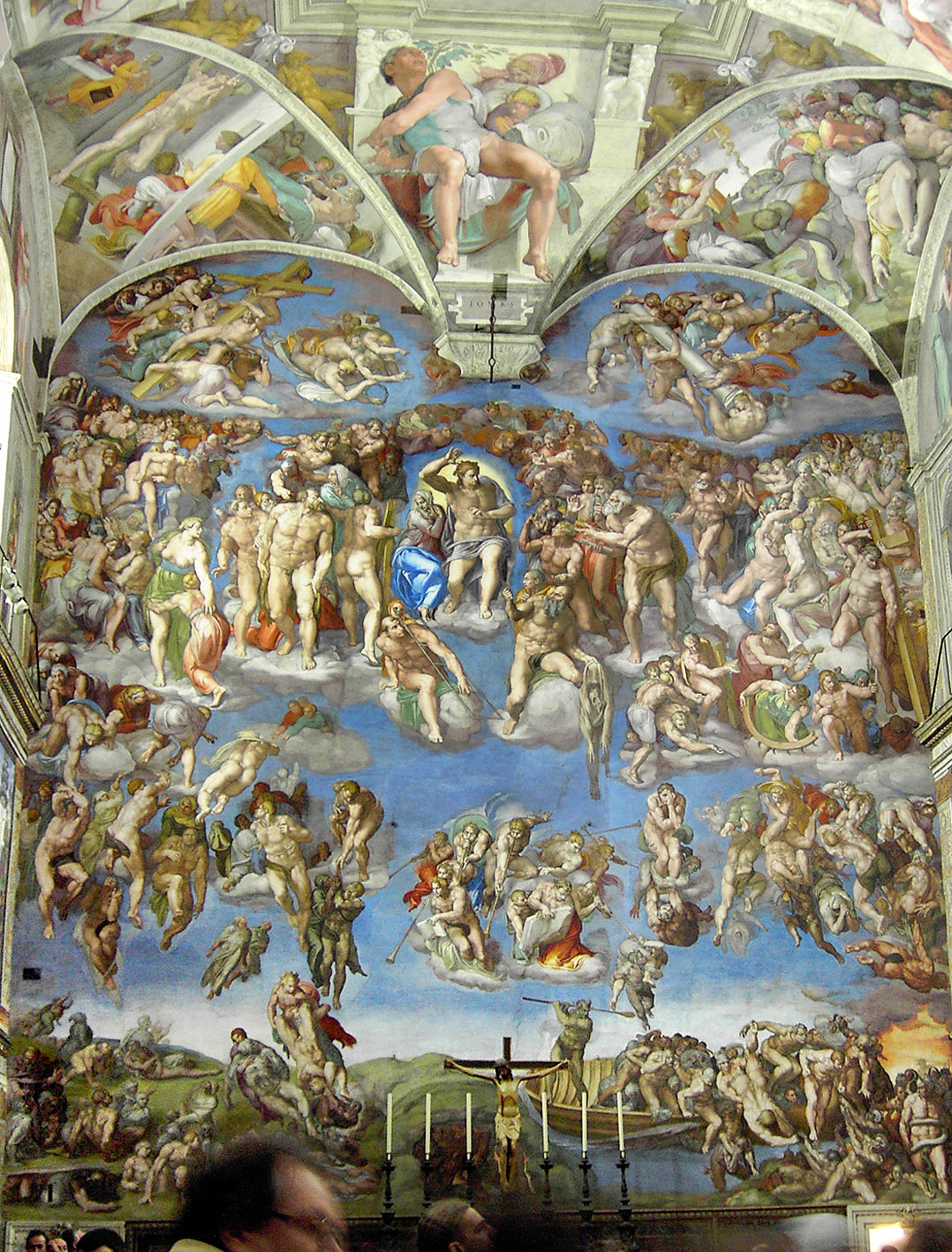
…és utána
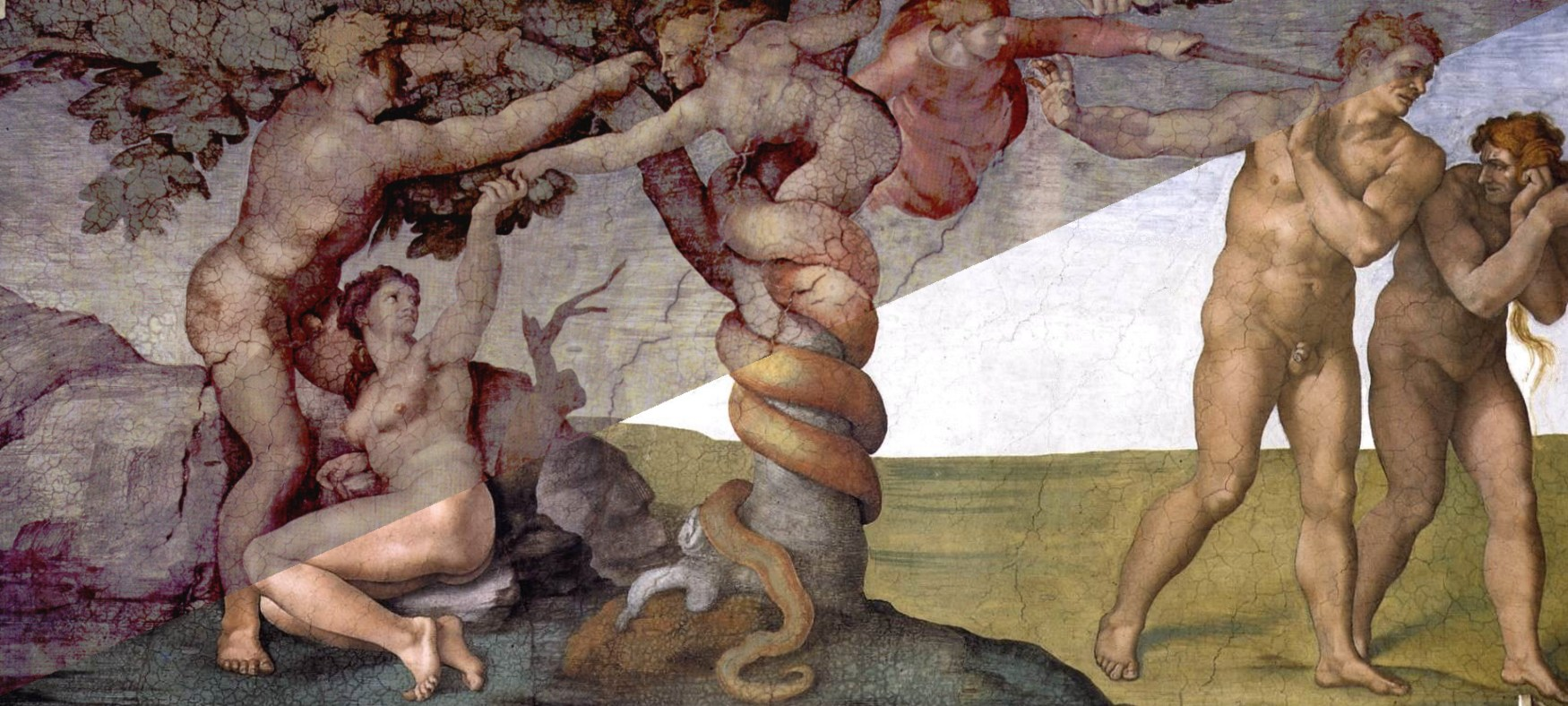
Előtte és utána